# آنا پاتریسیا
آنا پاتریسیا (پرتغالی: Ana Patrícia؛ زادهٔ ۲۹ سپتامبر ۱۹۹۷) بازیکن والیبال ساحلی زن اهل برزیل است.